# پرواز ۵۲۲ هلیوس ایرویز
پرواز ۵۲۲ هلیوس ایرویز یک پرواز مسافربری برنامه‌ریزی شده از مبدأ لارناکا، قبرس، به پراگ، جمهوری چک، با توقف در آتن، یونان بود که اندکی پس از برخاستن در ۱۴ اوت ۲۰۰۵، ارتباطش با مرکز کنترل ترافیک هوایی (ATC) قطع شد و در نزدیکی Grammatiko، یونان سقوط کرد. تمام ۱۲۱ مسافر و خدمهٔ این هواپیما کشته شدند. این سانحه مرگبارترین سانحهٔ هوایی در تاریخ یونان است.

## پیش‌زمینه
هواپیمای این حادثه که ابتدا با نام D-ADBQ ثبت شده بود اولین بار در ۲۹ دسامبر ۱۹۹۷ پرواز کرد و از سال ۱۹۹۸ توسط خطوط هوایی DBA اداره شد. در ۱۶ آوریل ۲۰۰۴ این هواپیما توسط هلیوس ایرویز اجاره شد و پس از آن مجدداً با رجیستر 5B-DBY و با نام مستعار المپیا به ثبت رسید.
در روز حادثه این هواپیما ساعت ۰۱:۲۵ دقیقه به وقت محلی به فرودگاه بین‌المللی لارناکا رسیده بود و قرار بود ساعت ۹:۰۰ لارناکا را ترک کند و پس از یک توقف در فرودگاه بین‌المللی آتن به سمت فرودگاه بین‌المللی پراگ رازیون پرواز کند. کاپیتان این پرواز هانس یورگن مرتن، یک خلبان آلمانی ۵۸ ساله بود که توسط هلیوس برای انجام پروازهای تعطیلات استخدام شده بود. این خلبان پیش از این پرواز ۳۵ سال برای شرکت اینترفلاگ پرواز کرده بود و در مجموع ۶۹۰۰ ساعت پرواز (شامل ۵۵۰۰ ساعت پرواز با بوئینگ ۷۳۷) را در سابقهٔ خود داشت. کمک‌خلبان نیز یک خلبان ۵۱ ساله اهل قبرس با نام پامپوس کارالامبوس که در پنج سال گذشته به‌طور انحصاری برای هلیوس پرواز کرده بود و ۷۵۴۹ ساعت پرواز در طول دوران کاری خود داشت. (شامل ۳۹۹۱ ساعت پرواز با بوئینگ ۷۳۷). لوئیزا ووتری، یک تبعه یونانی ۳۲ ساله که در قبرس زندگی می‌کرد نیز در این پرواز به عنوان سرمهماندار هواپیما جایگزین یکی از همکاران خود شده بود که به دلیل بیماری نتوانسته بود در این پرواز حضور داشته باشد.

## پرواز و سقوط
|                                                                          | |
| تاریخ: ۱۴ اوت ۲۰۰۵ (ساعت‌ها بر اساس ساعت ئی‌ئی‌اس‌تی (UTC + 3) نوشته شده‌اند) | |
| زمان                                                                     | رویداد |
| ۹:۰۰                                                                     | خروج برنامه‌ریزی شده |
| ۹:۰۷                                                                     | هواپیما فرودگاه بین‌المللی لارناکا را ترک می‌کند |
| ۹:۱۲                                                                     | هشدار ارتفاع کابین به صدا در می‌آید؛ ارتفاع ۱۲۰۴۰ فوت (۳۶۷۰ متر) |
| ۹:۱۴                                                                     | خلبانان ایجاد مشکل در تهویه هواپیما را گزارش کردند |
| ۹:۲۰                                                                     | آخرین تماس با خدمه پرواز؛ ارتفاع ۲۸۹۰۰ پا (۸۸۰۹ متر) |
| ۹:۲۳                                                                     | قرارگیری در ارتفاع ۳۴۰۰۰ پا (۱۰۴۰۰ متر) از سطح زمین؛ احتمالاً با اتوپایلوت |
| ۹:۳۷                                                                     | هواپیما وارد منطقه اطلاعات پرواز فرودگاه آتن می‌شود. مراقبت پرواز نیکوزیا به آتن اطلاع می‌دهد که تماس رادیویی از دست رفته است. در این هنگام هواپیما با خلبان خودکار (autopilot) شروع به دور زدن آتن می‌کند. |
| ۱۰:۱۲–۱۰:۵۰                                                              | خلبان به تماس‌های رادیویی از ATC آتن پاسخی نمی‌دهد. |
| ۱۰:۴۵                                                                    | ورود برنامه‌ریزی شده به منطقه آتن |
| ۱۰:۵۴                                                                    | مرکز هماهنگی نجات مشترک آتن برای هواپیما پیام هشدار ارسال می‌کند. |
| ۱۱:۰۵                                                                    | دو جنگنده اف-۱۶ فرودگاه نا انچیالوس را ترک می‌کنند. |
| ۱۱:۲۴                                                                    | اف۱۶ها بر فراز جزیره Kea در دریای اژه به هواپیما می‌رسند. |
| ۱۱:۳۲                                                                    | جنگنده‌ها کمک خلبان را می‌بینند که روی کف کابین افتاده است. هیچ نشانه‌ای از عملیات تروریستی وجود ندارد. |
| ۱۱:۴۹                                                                    | جنگنده‌ها فردی را در کابین خلبان مشاهده می‌کنند که ظاهراً تلاش می‌کند کنترل هواپیما را دوباره به دست بگیرد.                                                                                                  |
| ۱۱:۵۰                                                                    | موتور سمت چپ (#۱) از کار می‌افتد (احتمالا به دلیل کاهش سوخت) |
| ۱۱:۵۴                                                                    | جعبه سیاه در مجموع پنج پیام می‌دی را ضبط می‌کند |
| ساعت ۱۲:۰۰                                                               | موتور سمت راست (#۲) از کار می‌افتد |
| ۱۲:۰۴                                                                    | سقوط هواپیما در کوه نزدیک Grammatiko، یونان |

هنگامی که هواپیما در اوایل همان صبح از لندن به لارناکا رسید، خدمه پرواز قبلی از یخ‌بندشدن درِ هواپیما و شنیدن صداهای غیرعادی از در عقب سمت راست خبر داده بودند. آن‌ها خواستار بازرسی کامل درها شدند. بازرسی توسط یک مهندس زمینی انجام شد و سپس نشت فشار را بررسی کرد. برای انجام این بررسی بدون نیاز به موتور هواپیما، سیستم فشار بر روی حالت «دستی» تنظیم شد. با این حال، مهندس پس از اتمام آزمایش نتوانست آن را به حالت «خودکار» بازنشانی کند.: ۱۷۱ پس از بازگشت هواپیما به خدمت، خدمه پرواز در سه نوبت وضعیت سیستم فشار را نادیده گرفتند: قبل از پرواز، پس از شروع پرواز و پس از برخاستن. در طول این بررسی‌ها، هیچ‌کس در هواپیما متوجه تنظیم نادرست سیستم فشار نشد. هواپیما در ساعت ۹:۰۷ بلند شد در حالی که سیستم فشار هنوز روی حالت «دستی» تنظیم شده بود و دریچهٔ خروجی عقب تا حدی بازمانده بود.
با ارتفاع گرفتن هواپیما، فشار داخل کابین به تدریج کاهش یافت. در این ارتفاع ۱۲٬۰۴۰ فوت (۳٬۶۷۰ متر)، بوق هشدار ارتفاع کابین به صدا درآمد. این هشدار باید خدمه را وادار به توقف صعود و کاهش ارتفاع کند، اما خدمه آن را به‌عنوان یک هشدار پیکربندی برخاستن شناسایی کردند که نشان می‌دهد هواپیما برای برخاستن آماده نیست و فقط می‌تواند روی زمین صدا کند. صدای این هشدارها یکسان هستند.: ۱۳۳ 
چند دقیقه بعد، چندین چراغ هشدار روی پنل بالای کابین روشن شد. یک یا هر دو چراغ هشدار خنک‌کننده تجهیزات برای نشان دادن جریان کمِ هوا از طریق فن‌های خنک‌کننده (در نتیجه کاهش تراکم هوا)، همراه با چراغ احتیاط اصلی روشن شد. چراغ اکسیژن مسافر هنگامی که در ارتفاع تقریبی ۱۸٬۰۰۰ فوت (۵٬۵۰۰ متر) بود روشن شد و ماسک‌های اکسیژن در کابین مسافر به‌طور خودکار فعال شدند.
اندکی پس از به صدا درآمدن اخطار ارتفاع کابین، کاپیتان مرکز عملیات هلیوس را با رادیو دریافت کرد و «هشدار تنظیمات برخاستن روشن» و «تجهیزات خنک‌کننده عادی و متناوب خاموش» را گزارش کرد.: ۱۶  او سپس با مهندس زمین صحبت کرد و بارها اعلام کرد که چراغ‌های فن تهویه خنک‌کننده خاموش است.: ۱۶  مهندس (کسی که بررسی نشت فشار را انجام داده بود) پرسید: آیا می‌توانید تأیید کنید که پانل فشار روی AUTO تنظیم شده است؟ با این حال، کاپیتان، شروع علائم اولیه هیپوکسی را تجربه کرده است،: ۱۳۵  این سؤال را نادیده گرفت و به جای آن در پاسخ پرسید: کلیدهای مدار خنک‌کننده تجهیزات من کجا هستند؟: ۱۷  این آخرین ارتباط با هواپیما بود.: ۱۳۷ 
هواپیما به بالا رفتن ادامه داد تا اینکه در FL340، تقریباً ۳۴٬۰۰۰ فوت (۱۰٬۰۰۰ متر) تسطیح کرد.: ۱۷ بین ساعت ۰۹:۳۰ تا ۰۹:۴۰، ATC نیکوزیا بارها و بارها تلاش کرد تا با هواپیما تماس بگیرد، اما موفقیت‌آمیز نبود.: ۱۷ در ساعت ۰۹:۳۷، هواپیما بدون تماس با ATC آتن از منطقه اطلاعات پرواز قبرس (FIR) به FIR آتن رفت.: ۱۷ نوزده تلاش برای تماس با هواپیما بین ساعت ۱۰:۱۲ تا ۱۰:۵۰ نیز بدون پاسخ بود: ۱۷–۱۸ و در ساعت ۱۰:۴۰، هواپیما وارد الگوی نگهداری فرودگاه آتن، در KEA VOR، هنوز در FL340 شد.: ۱۸  تا ۷۰ دقیقه بعد در الگوی نگه داشتن، تحت کنترل خلبان خودکار باقی ماند.
در ساعت ۱۱:۴۹، آندریاس پرودرومو مهماندار هواپیما وارد کابین خلبان شد و در حالی که با استفاده از یک منبع اکسیژن قابل حمل هوشیار بود، در صندلی کاپیتان نشست.: ۱۳۹  دوست دختر او، هاریس چارالامبوس، نیز در کابین خلبان دیده شد و به پرودرومو کمک کرد تا بتواند هواپیما را کنترل کند. پرودرومو دارای مجوز خلبانی تجاری بریتانیا بود،: ۲۷  اما صلاحیت پرواز با بوئینگ ۷۳۷ را نداشت. پرودرومو برای F-16ها خیلی کوتاه دست تکان داد، اما تقریباً به محض اینکه وارد کابین خلبان شد، موتور سمت چپ به دلیل اتمام سوخت خاموش شد، : 19 و هواپیما از الگوی نگه داشتن خارج شد و شروع به فرود کرد.: ۱۹  بازرسان سقوط به این نتیجه رسیدند که تجربه پرودرومو برای اینکه بتواند کنترل هواپیما را تحت شرایط به دست آورد کافی نیست.: ۱۳۹  با این حال، پرودرومو موفق شد هواپیما را از آتن دور کند و به سمت یک منطقه روستایی با شعله‌ور شدن موتورها هدایت کند. تلفات زمینی نداشت. ده دقیقه پس از از دست دادن قدرت موتور سمت چپ، موتور سمت راست نیز شعله‌ور شد،: ۱۹  و درست قبل از ساعت ۱۲:۰۴، هواپیما به تپه‌های نزدیک Grammatiko, ۴۰ کیلومتر (۲۵ مایل؛ ۲۲ مایل دریایی) سقوط کرد. از آتن، تمام ۱۲۱ مسافر و خدمه هواپیما کشته شدند.

## مسافران
این هواپیما حامل ۱۱۵ مسافر و شش خدمه بود. مسافران شامل ۶۷ نفر بودند که در آتن پیاده شدند و بقیه به سمت پراگ ادامه دادند. جسد ۱۱۸ نفر کشف شد. فهرست مسافران شامل ۹۳ بزرگسال و ۲۲ کودک بود. مسافران شامل ۱۰۳ شهروند قبرسی و ۱۲ تبعه یونانی بودند.
| ملیت  | مسافران | خدمه | جمع |
| ----- | ------- | ---- | --- |
| قبرس  | ۱۰۳     | ۴    | ۱۰۷ |
| آلمان | ۰       | ۱    | ۱   |
| یونان | ۱۲      | ۱    | ۱۳  |
| جمع   | ۱۱۵     | ۶    | ۱۲۱ |

## تحقیق و بررسی

### بررسی اجمالی

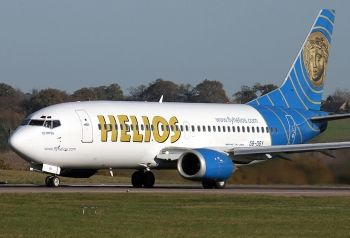
5B-DBY در سال ۲۰۰۴

ضبط کننده اطلاعات پرواز و ضبط کننده صدای کابین خلبان به دفتر تحقیق و تجزیه و تحلیل برای ایمنی هوانوردی غیرنظامی در پاریس ارسال شد. : ۵۱–۵۲  ضبط CVR به بازرسان امکان داد تا پرودرومو را به عنوان مهماندار هواپیما که برای نجات هواپیما وارد کابین خلبان شده بود شناسایی کنند. او پنج بار با " می‌دی " تماس گرفت، اما چون رادیو هنوز در لارناکا و نه آتن تنظیم شده بود، ATC او را نشنید. صدای او توسط همکارانی که به ضبط CVR گوش داده بودند، شناسایی شد.: ۱۳۹ 
بسیاری از اجساد پیدا شده در آتش‌سوزی پس از برخورد غیرقابل تشخیص سوختند.: ۵۷  کالبد شکافی قربانیان تصادف نشان داد که همه آنها در زمان برخورد زنده بودند، اما نمی‌توان مشخص کرد که آیا آنها نیز هوشیار بودند یا خیر.: ۶۹ 
اکسیژن رسانی اضطراری در کابین مسافران این مدل از بوئینگ ۷۳۷ توسط ژنراتورهای شیمیایی تأمین می‌شود که اکسیژن کافی را از طریق ماسک‌های تنفسی برای حفظ هوشیاری برای حدود ۱۲ دقیقه فراهم می‌کند: ۴۵  معمولاً برای فرود اضطراری تا ۱۰۰۰۰ فوت (۳۰۰۰ متر) کافی است، جایی که فشار اتمسفر برای انسان برای حفظ هوشیاری بدون اکسیژن مکمل کافی است. خدمه کابین به مجموعه‌های اکسیژن قابل حمل با مدت زمان قابل توجهی دسترسی دارند.: ۴۴ 
هیئت بررسی سوانح هوایی و ایمنی هوانوردی یونان (AIASB) زنجیره مستقیم رویدادهای علت و معلولی را که منجر به این سانحه شده است، فهرست کرده است:
- عدم تشخیص توسط خلبانان که سیستم فشار بر روی «دستی» تنظیم شده است،
- عدم شناسایی ماهیت واقعی مشکل توسط خدمه،
- ناتوانی خدمه به دلیل هیپوکسی،
- گرسنگی نهایی سوخت،
- برخورد با زمین.[۴]

### مشکلات فشار قبلی
در ۱۶ دسامبر ۲۰۰۴، در طی یک پرواز قبلی از ورشو، همان هواپیما با کاهش سریع فشار کابین مواجه شد و خدمه فرود اضطراری را انجام دادند. خدمه کابین به کاپیتان گزارش دادند که صدای ضربه ای از درب سرویس عقب شنیده شده است و سوراخی به اندازه یک دست در مهر و موم در وجود دارد. هیئت بررسی حوادث و سوانح هوایی قبرس (AIIIB) نتوانست به‌طور قطعی دلایل این حادثه را تعیین کند، اما دو احتمال را نشان داد: یک نقص الکتریکی که باعث باز شدن دریچه خروجی شده است، یا باز شدن ناخواسته درب سرویس عقب.: ۱۱۳ 
مادر اولین افسر کشته شده در این سانحه مدعی شد که پسرش بارها از سرد شدن هواپیما به کاپیتان شکایت کرده است. مسافران همچنین از مشکلات تهویه هوا در پروازهای هلیوس خبر دادند. در طول ۱۰ هفته قبل از سقوط، سیستم کنترل محیطی هواپیما هفت بار تعمیر یا بازرسی شد.: ۱۱۵ 
پرواز ۲۰۰۳ بوئینگ ۷۳۷ بین فرودگاه مارسی و فرودگاه گاتویک نشان داد که یک خطای فشار در کل کابین می‌تواند توسط خدمه پرواز تشخیص داده شود. مشکلی برای اولین بار زمانی مشاهده شد که خدمه در گوش خود احساس ناراحتی کردند. پس از مدت کوتاهی بوق هشدار ارتفاع کابین که نشان می‌داد ارتفاع کابین از ۱۰٬۰۰۰ فوت (۳٬۰۰۰ متر) فراتر رفته بود، دنبال شد. و مشاهده شد که این به صعود بر روی گیج کابین خلبان ادامه می‌دهد. در همان زمان، حالت اولیه AUTO کنترل فشار از کار افتاد و مدت کوتاهی پس از آن حالت STBY ثانویه قرار گرفت. خدمه اولین حالت کنترل فشار دستی را انتخاب کردند، اما نتوانستند ارتفاع کابین را کنترل کنند. فرود اضطراری و متعاقب آن انحراف به لیون انجام شد. خرابی سیستم کنترل فشار ناشی از سوختگی سیم کشی برق در ناحیه پشت محفظه بار عقب بود. بافندگی سیم‌کشی در اثر سایش با یک گیره p یا بند «زیپ» آسیب دیده بود که به مرور زمان هادی‌ها را در معرض دید قرار می‌داد و منجر به اتصال کوتاه و متعاقباً سوختن سیم‌ها می‌شد. خسارت دیگری نداشت. سیم کشی تمام حالت‌های عملکرد دریچه خروجی عقب علاوه بر سایر خدمات از این بافندگی عبور می‌کند.

## تحولات بعدی
در ۲۹ اوت ۲۰۰۵، این شرکت بررسی‌های ایمنی موفقیت‌آمیز در ناوگان بوئینگ خود را اعلام کرد و آنها را دوباره به خدمت گرفت. بعداً نام خود را از هلیوس ایرویز به αjet تغییر داد. با این حال، هنگامی که مقامات در قبرس هواپیمای شرکت را توقیف کردند و حساب‌های بانکی شرکت را حدود یک سال بعد مسدود کردند، شرکت هواپیمایی اعلام کرد که در ۳۱ اکتبر ۲۰۰۶ فعالیت خود را متوقف می‌کند.
پس از این حادثه، تعدادی عکس جعلی که ظاهراً هواپیمای درگیر در پرواز هلیوس ۵۲۲ را به تصویر می‌کشد، منتشر شد و ادعا شد که آخرین عکس‌های هواپیما قبل از سقوط است که در زمان رهگیری آن توسط نیروی هوایی یونان گرفته شده است. این تصاویر که یک هواپیمای بوئینگ ۷۳۷ هلیوس ایرویز را به همراه F-16 نشان می‌دهد ساخته شده است. هواپیمای نشان‌داده‌شده در تصویر 5B-DBH Zela است، یک بوئینگ ۷۳۷–۸۰۰ که در زمان حادثه در خدمت هلیوس بود که با خروجی‌های روبه‌رو، بدنه طولانی‌تر و نوک بال‌های لبه‌های عقب آن مشخص شد.
در مارس ۲۰۱۱، اداره هوانوردی فدرال در ایالات متحده دستورالعمل قابلیت پرواز را منتشر کرد که بر اساس آن تمام هواپیماهای بوئینگ ۷۳۷ از ۱۰۰- تا ۵۰۰- مدل باید به دو چراغ هشدار کابین خلبان اضافی مجهز شوند. اینها مشکلات مربوط به پیکربندی برخاست یا فشار را نشان می‌دهد. هواپیماهای ثبت شده در فهرست مدنی ایالات متحده باید تا ۱۴ مارس ۲۰۱۴ دارای چراغ‌های اضافی باشند.

### دعاوی و دادرسی کیفری
خانواده‌های کشته شدگان در ۲۴ ژوئیه ۲۰۰۷ علیه بوئینگ شکایت کردند. وکیل آنها، کنستانتینوس درونگاس، گفت: بوئینگ زنگ هشدار یکسانی را برای دو نوع مختلف اختلال در کار گذاشته است. یکی از آنها یک نقص جزئی بود، اما دیگری - از دست دادن اکسیژن در کابین خلبان - بسیار مهم است. وی همچنین گفت که مشکلات مشابهی قبلاً در بوئینگ‌های ایرلند و نروژ نیز وجود داشته است. خانواده‌ها برای غرامت ۷۶ میلیون یورویی از بوئینگ شکایت کردند. پرونده علیه بوئینگ خارج از دادگاه حل و فصل شد.
در اوایل سال ۲۰۰۸، یک دادستان آتن شش کارمند سابق را به قتل عمد متهم کرد. گزارش‌ها در آن زمان حاکی از آن بود که مظنونان سه قبرسی، دو بریتانیایی و یک بلغاری بودند.
در ۲۳ دسامبر ۲۰۰۸، هلیوس ایرویز و چهار تن از مقامات آن در قبرس به ۱۱۹ فقره قتل عمد، و ایجاد مرگ در اثر بی احتیاطی و سهل انگاری متهم شدند. این چهار مقام عبارت بودند از: خلبان ارشد سابق، ایانکو استویمنوف، رئیس هیئت مدیره آندریاس دراکوس، مدیر اجرایی دمتریس پانتازیس، و مدیر عملیات، گیورگوس کیکیدیس. محاکمه در نوامبر ۲۰۰۹ آغاز شد. دادستان‌های ایالتی ارائه پرونده خود را در ژوئن ۲۰۱۱ به پایان رساندند. در ۲۱ دسامبر ۲۰۱۱، پرونده منتفی شد و متهمان تبرئه شدند. هیئت قضات رسیدگی کننده به این پرونده رای دادند که هیچ ارتباط سببی بین متهمان و قصور آنها در تصادف مرگبار" وجود ندارد. دادستان کل قبرس درخواست تجدیدنظری ارائه کرد و در دسامبر ۲۰۱۲، دادگاه عالی حکم تبرئه را لغو کرد و دستور دادرسی جدید را صادر کرد. دو ماه بعد، دادگاه مجدد تحت قوانین خطر مضاعف لغو شد، زیرا اتهامات قبلاً در آتن شنیده شده بود.
در دسامبر ۲۰۱۱، اندکی پس از پایان پرونده در قبرس، یک محاکمه جدید در یک دادگاه قضایی یونان آغاز شد که در آن، مدیر اجرایی دمتریس پانتازیس، مدیر عملیات پرواز، جورج کیکیدیس، خلبان ارشد سابق ایانکو استویمنوف، و مهندس ارشد آلن ایروین حضور داشتند. متهم به قتل عمد همه به جز ایروین قبلاً توسط مقامات قبرس متهم و تبرئه شده بودند. در آوریل ۲۰۱۲، همه مجرم شناخته شدند و به ۱۰ سال حبس محکوم شدند و تا زمان تجدید نظر با قرار وثیقه آزاد شدند.
تا سال ۲۰۱۳، آلن اروین در درخواست تجدید نظر خود موفق بود. همه متهمان دیگر درخواست تجدیدنظر خود را از دست دادند. حکم ۱۰ سال آنها قطعی شد، اما به متهمان این اختیار داده شد که هر کدام حدود ۷۹۰۰۰ یورو حکم خود را بخرند. استویمنوف پس از مداخله دولت بلغارستان که احساس می‌کرد او از اتهامات بی گناه است، از زندان آزاد شد.
بازرسان یونانی علت سقوط هواپیمای هلیوس ایرویز در خارج از آتن را خطای انسانی عنوان کردند، زیرا هواپیما پس از برخاستن از فرودگاه لارناکا نتوانست تحت فشار قرار گیرد. دادستان‌های هر دو کشور مقامات خطوط هوایی را به دلیل کاهش عملیات ایمنی مقصر دانستند، در حالی که استدلال کردند که آنها به توصیه‌هایی مبنی بر اینکه خلبانان استانداردهای لازم هوانوردی را برآورده نمی‌کنند عمل نکرده‌اند.
بستگان کشته شدگان یک شکایت دسته جمعی علیه دولت قبرس - به ویژه وزارت هوانوردی غیرنظامی - به دلیل سهل انگاری که منجر به فاجعه هوایی شد، تنظیم کردند. آنها ادعا کردند که DCA اجرای بی‌رویه مقررات خطوط هوایی را نادیده گرفته است، و به‌طور کلی، این بخش در مورد ایمنی پرواز کوتاه آمد.